# Діанна Агрон
Діанна Агрон (англ. Dianna Agron; /ˈeɪɡrɒn/, *30 квітня 1986, Саванна, штат Джорджія) — американська акторка, співачка, танцюристка, сценаристка, режисерка, продюсерка. Захисниця прав тварин, блогерка. 
Найбільшу популярність здобула участю в американському серіалі «Хор» (англ. Glee), де зіграла роль Куїнн Фабре.

## Життєпис
Народилася в місті Саванна, штат Джорджія, виросла в Сан-Антоніо в Техасі й Сан-Франциско. Її батько — Рональд С. Агрон, головний керівник Hyatt — єврей зі Східної Європи, його предки носили прізвище Агронський, але його було скорочено імміграційними чиновниками на острові Елліс. Мати — Мері Агрон (до шлюбу Барнес), прийняла юдаїзм. 
У 3 роки почала займатися танцями. Діанна відвідувала єврейську школу і відсвяткувала бар-міцву. Закінчила Burlingame High School в Каліфорнії. У шкільному віці вивчала джаз і балет. Вже в підлітковому віці підробляла вчителькою танців. У 18 років змінила місце проживання на Лос-Анджелес. Тут освоювала акторську майстерність, брала участь у зйомках студентських фільмів.
У 2006 році дебютувала як акторка невеликою роллю у фільмі «Після півночі: життя за ґратами». За цим проєктом послідували зйомки в різних фільмах і серіалах, Агрон також була сценаристкою та продюсеркою картини, що вийшла в 2009 році — «Слон фуксії».
Відомою акторка стала завдяки зйомкам в американському серіалі «Хор» (Glee). За сюжетом героїня Агрон — чирлідерка, студентка, перед якою стоїть вибір: бути разом з коханою людиною або з другом, від якого у неї має народитися дитина. розповідала, що для неї було в новинку грати персонажа, що носить розп'яття. За її словами, це дещо дратувало її єврейських друзів, а її друзі-християни давали їй поради щодо гри.
Не менш значними акторськими роботами для Агрон були фільми «Бурлеск» і «Я номер чотири». Агрон також займається моделінгом, знімається в рекламних кампаніях і для глянцевих журналів.

## Кар'єра

### Акторка, продюсерка, сценаристка
Діана Агрон знімалася в телесеріалах: «Акула», «Поруч з будинком», «Місце злочину: Нью-Йорк», «Числа», «Вероніка Марс». Поряд з серіалами, так само має досвід роботи у фільмах. У 2007 вона знялася в «T.K.O.», «Навантажувачі марок». У 2009 році — «Вечеря з Рафаелем», «Слон Фуксії» і «Анонімні знаменитості». 
Діана Агрон — директорка, продюсерка і авторка сценарію для фільму «Слон Фуксії». 
У 2010 взяла участь у двох фільмах — «Романтики» і «Сміливий уродженець». У 2011 році знялася у трилері «Мисливці» і у фантастичному пригодницькому бойовику «Я номер чотири». Агрон з'являється в фільмі концертів Glee, Хор: 3D Живий Концерт. У липні 2012 року Агрон підтвердила повідомлення про роль Бель Блейк в майбутньому фільмі «Сім'я» (в українському прокаті — «Малавіта»), в якому знімалася з Робертом Де Ніро, Томмі Лі Джонс і Мішель Пфайффер..

### Моделінг
Діана Агрон була серед молодих голлівудських зірок, обраних Wal-Mart для «Тихоокеанської весняної маркетингової кампанії» 2010 року. Завдяки цьому Аргон дебютувала як фотомодель в розважальних і модних журналах, таких як Elle, Teen Vogue, Seventeen і Cosmopolitan, зовнішній та онлайн рекламі.
Журнал People вибрав Діану Агрон, до числа найкрасивіших людей 2010 року. Вона також була в списку Hot 100 за версією Afterellen.com в 2010 році.

## Особисте життя
Мала стосунки з британським актором Алексом Петтіфером (познайомилися на зйомках фільму «Я номер чотири», зустрічалися близько року і планували одружитися, але в 2011 році стосунки припинились).

## Фільмографія

### Фільми
| Рік  | Назва                           | Оригінальна назва                           | Роль             | Примітка                                   |
| ---- | ------------------------------- | ------------------------------------------- | ---------------- | ------------------------------------------ |
| 2006 | Після півночі: життя за ґратами | After Midnight: Life Behind Bars            | Келлі            | ТВ-фільм                                   |
| 2006 | Коли дзвонить незнайомець       | When a Stranger Calls                       | Черлідер         | Камео (у титрах відсутня)                  |
| 2007 |                                 | T.K.O.                                      | Даянна           | Головна роль                               |
| 2007 |                                 | Rushers                                     | Діанна Агрон     | Короткометражний фільм                     |
| 2007 | Навантажувачі марок             | Skid Marks                                  | Меган            | Головна роль                               |
| 2009 | Вечеря з Рафаелем               | Dinner with Raphael                         | Діанна           | Короткометражний фільм Funny or Die        |
| 2009 | Слон Фуксії                     | A Fuchsia Elephant                          | Шарлотта Гілл    | Короткометражний фільм                     |
| 2009 | Анонімні знаменитості           | Celebrities Anonymous                       | Седі             | ТВ-фільм                                   |
| 2010 |                                 | Bold Native                                 | Саманта          | Допоміжна роль                             |
| 2010 | Романтики                       | The Romantics                               | Мінноу Гейес     | Допоміжна роль                             |
| 2010 | Бурлеск                         | Burlesque                                   | Наталі           | Допоміжна роль                             |
| 2011 | Мисливці                        | The Hunters                                 | Еліс             | Головна роль                               |
| 2011 | Я номер чотири                  | I Am Number Four                            | Сара Гарт        | Головна роль                               |
| 2011 | Хор: 3D Живий Концерт           | Glee: The 3D Concert Movie                  | Куїнн Фабре      | Головна роль                               |
| 2013 | Малавіта                        | The Family                                  | Бель Блейк       | Завершений (Прем'єра буде 13 вересня 2013) |
| 2015 | Єдність                         | Unity                                       | Оповідач (голос) | Документальний фільм                       |
| 2018 | Ральф-руйнівник 2: Інтернетрі   | Ralph Breaks the Internet: Wreck-It Ralph 2 | озвучення        | ведуча новин                               |

### Телебачення
| Рік       | Назва                      | Оригінальна назва    | Роль           | Примітка                                                    |
| --------- | -------------------------- | -------------------- | -------------- | ----------------------------------------------------------- |
| 2006      | Поряд з будинком           | Close To Home        | П'яна дівчина  | Епізод: «Повернення додому»                                 |
| 2006      | Місце злочину: Нью-Йорк    | CSI: NY              | Джессіка Грант | Епізод: «Вбивство співає блюз»                              |
| 2006      | Дрейк і Джош               | Drake & Josh         | Лексі          | Епізод: «Великий Доені»                                     |
| 2006      | Акула                      | Shark                | Гиа Меллон     | Епізод: «Любовний трикутник»                                |
| 2006—2007 | Вероніка Марс              | Veronica Mars        | Дженні Будош   | 3 епізоди                                                   |
| 2007      | Герої                      | Heroes               | Деббі Маршалл  | 5 епізодів                                                  |
| 2007      | Цей гуляючий світ          | It's a Mall World    | Харпер         | Головна роль, 13 епізодів                                   |
| 2008      | Герої без масок            | Heroes Unmasked      | Дженні Будош   | Документальний телесеріал                                   |
| 2008      | Числа                      | Numb3rs              | Келлі Ренд     | Епізод: «Майстер на всі руки»                               |
| 2009-2015 | Хор                        | Glee                 | Куїнн Фабре    | Головна роль (1-3 сезони) Запрошена зірка (Сезон 4-Сезон 6) |
| 2010      | X-фактор (Велика Британія) | The X Factor (UK)    | Себе           | 7 сезон, 9 тиждень                                          |
| 2012      | Припарковані               | Punk'd               | Себе           | Епізод: «Гейден Панеттьєрі»                                 |
| 2012      | Не переставай вірити       | Don't Stop Believing | Себе           | Документальний ТВ-серіал                                    |
| 2012      | Проект Хор                 | The Glee Project     | Себе           | Наставниця гостей, епізод: «Actability»                     |